# Narita
Narita (japanisch 成田市, -shi) ist eine Großstadt in der Präfektur Chiba in Japan in unmittelbarer Nähe zu Tokio. Hier liegt auch der internationale Flughafen Tokio-Narita, über den viele Flüge nach Europa, Asien und nach Australien laufen.

## Historisches
Von Archäologen im heutigen Stadtgebiet gefundene Steinwerkzeuge sind Belege von frühen Besiedlungen, die sich bis zu 30.000 Jahre zurückdatieren lassen. Ebenfalls lassen sich zahlreiche Muschelhaufen aus der Jōmon-Zeit, sowie hunderte Kofun (Grabhügel) der Kofun-Zeit finden. Auch wenn die erste namentliche Erwähnung erst im Jahre 1409 erfolgte, fanden Orte des Umlandes bereits ihre Nennung im Man’yōshū der Nara-Zeit.
Dank seiner vorteilhaften Lage zur Pazifikküste, umgeben von vielzähligen kleinen Flüssen, sowie die Nähe zur Bucht von Tokyo, entwickelte sich Narita zu einem regionalen Zentrum für Politik und Handel. Zusätzliche Bedeutung erlangte die Stadt durch die Gründung des buddhistischen Tempels Narita-san Shinshō-ji im Jahre 940. Während der Heian-Zeit war Narita der Mittelpunkt des Aufstandes des Samurai Taira no Masakado. In der Edo-Zeit begann Narita, als Teil des Tenryō innerhalb der Provinz Shimousa unter direkter Kontrolle des Tokugawa-Shogunats, weiter aufzublühen.
Im April 1889, nach der Meiji-Restauration, wurde das Gebiet als Stadt unter die Verwaltung des Landkreises Imba gestellt. Im Laufe des Zweiten Weltkrieges wurden weite Teile der Stadt durch alliierte Luftangriffe im Mai 1945 beschädigt. Durch die Zusammenlegung im März 1954 der Dörfer Habu, Nakago, Kuzumi, Toyosumi, Toyama und Kozu erhielt Narita den Stadtstatus. Einen weiteren Aufschwung erlebte Narita durch den Erlass des Premierministers Eisaku Satō, einen internationalen Flughafen bauen zu lassen. Zunächst begleitet von Demonstrationen und Widerstand, führte der Flughafen, dank des dadurch wachsenden Zugangs nach Tokyo zu einem ausgiebigen Wachstum der privaten, gewerblichen und industriellen Entwicklung der Stadt. Der Flughafen Tokio-Narita gehört heute zu den bedeutendsten Knotenpunkten der Luftfahrt in Japan.
Am 27. März 2006 wurden die Städte Shimofusa und Taiei aus dem Landkreis Katori in Narita eingegliedert.

## Geographie
Narita liegt östlich von Tokio, nordöstlich von Chiba und westlich von Chōshi.
Der Tone durchfließt die Stadt von Nordwesten nach Nordosten.

## Sehenswürdigkeiten
Sehenswürdigkeiten in Narita sind der Shingon-Tempel Narita-san (Shinshō-ji, errichtet im Jahre 940) im 17 Hektar großen Naritasan-Park, der Ryūshō-in als 28. der „33 Tempel der Kantō-Region“, der Imba-See, der Makata-Schrein (Shintō-Schrein), in dessen Zentrum ein 200 Jahre alter Baum steht, und einige Museen, darunter eines, in dem Kalligraphien zu sehen sind.

## Verkehr
- Flughafen Tokio-Narita
- Straße: Higashikantō-Autobahn nach Tokio oder Kashima
- Zug:
  - Keisei-Hauptlinie nach Ueno
  - JR Sōbu-Linie nach Tōkyō und Yokohama

## Städtepartnerschaften
Partnerstädte von Narita sind:
- Xianyang, Volksrepublik China, seit 1988
- San Bruno, Vereinigte Staaten, seit 1990
- Foxton, Neuseeland seit 1995
- Næstved, Dänemark, seit 2003
- Jung-gu (Incheon), Südkorea, seit 1998
- Jeongeup, Südkorea

## Angrenzende Städte und Gemeinden
- Präfektur Chiba
  - Katori
  - Tomisato
  - Imba
  - Motono
  - Sakae
  - Shisui
  - Kōzaki
  - Tako
  - Shibayama
- Präfektur Ibaraki
  - Kawachi

## Persönlichkeiten
- Tsukimi Namiki (* 1998), Boxerin
- Daiki Hashimoto (* 2001), Turner